# Serica rhypha
Serica rhypha är en skalbaggsart som beskrevs av Dawson 1952. Serica rhypha ingår i släktet Serica och familjen Melolonthidae. Inga underarter finns listade i Catalogue of Life.